# Palazzo della Facoltà d'Ingegneria
Il palazzo della Facoltà d'Ingegneria è un vasto complesso edilizio che sorge a Napoli, nel quartiere di Fuorigrotta, presso piazzale Tecchio. È stato realizzato su progetto di Luigi Cosenza, Michele Pagano, Marcello Picone e Luigi Tocchetti tra il 1955 e il 1970.
Il palazzo sorge come terminale delle case popolari di viale Augusto, sempre progettate da Luigi Cosenza; l'edificio, adibito a facoltà dell'Università Federico II, è stato progettato dallo stesso per mascherare le abitazioni retrostanti con un palazzo alto undici piani antistante ad un cortile alberato e con un altro palazzo di quattro piani dietro. Un'ampia decorazione musiva sul frontone celebra il progresso raggiunto dall'Uomo grazie al proprio lavoro.
Al piano terra si trova il Centro di Calcolo Elettronico e una biblioteca universitaria; al primo piano si trovano l'aula magna (intitolata a Leopoldo Massimilla), l'aula delle lauree (intitolata a Scipione Bobbio), l'ufficio di segreteria, la presidenza e alcune aule; i piani dal terzo all'undicesimo ospitano i vari dipartimenti.